# Долна-Марикова
Долна-Марикова (словац.  Dolná Mariková) — деревня в Словакии, района Поважска-Быстрица, Тренчинского края.
Расположена на северо-западе страны в горном массиве Яворники в 13 км от районного центра Поважска-Бистрица и в 17 км от Пухова.
Кадастровая площадь — 22.129 км². Высота — 343 м.
Население 1419 человек (на 31 декабря 2021 года).

## История
Впервые упоминается в 1321 году.

## Население
| Год:                | 1994 | 2004    | 2014    | 2024    |
| ------------------- | ---- | ------- | ------- | ------- |
| Количество человек: | 1554 | 1460    | 1431    | 1406    |
| Разница:            |      | −6,04 % | −1,98 % | −1,74 % |

## Достопримечательности
- Римско-католическая церковь Петра и Павла в стиле барокко 1758 г.